# Kabaret Małże
Kabaret Małże – polski, autorski kabaret pochodzący z Poznania. Powstał w 2006 roku. Nie jest to jedyne kabaretowe małżeństwo, ale na pewno jedyny kabaret małżeński w Polsce. Twórcy kabaretu w latach 2001 - 2005 współtworzyli studencki Kabaret Zaiste (m.in. Przegląd PaKA w Krakowie 2001 i 2002 oraz cykliczne występy podczas programu "Zostań Gwiazdą Kabaretu" - realizacja dla TVP Poznań).

Od stycznia 2010 roku kabaret prowadzi autorskie KLubowe Spotkania KAbaretowe, w skrócie KLUSKA, podczas których odbywają się jedyne w Poznaniu improwizacje kabaretowe. Członkowie kabaretu założyli grupę improwizacji kabaretowych "Trupa Bez Zwłoki". Kabaret Małże cyklicznie pojawia się także na Poznańskich Wieczorach Kabaretowych.

## Skład
- Dorota Godlewska
- Jędrzej Godlewski

współpracownicy: 
- Krzysztof Nowaczyk

## Twórczość kabaretu
Kabaret Małże to kabaret autorski. Tworzy skecze, skupiając się na absurdach życia codziennego oraz obserwacjach relacji damsko-męskich oraz małżeńskich. Pisze i komponuje piosenki kabaretowe. W repertuarze posiada również własne adaptacje piosenek Mariana Hemara.
Ważniejsze skecze:
- Małże w aucie
- Dziekanat
- Rocznica
- Kibic

Ważniejsze piosenki:
- Przypadki (III Nagroda - OSPA 2010)
- Piosenka Niemalże Kabaretowa (I Nagroda - OSPA 2008)
- Gitara z Allegro (Nagroda Dziennikarzy - OSPA 2008)
- Chiński Song
- Singielka

## Nagrody
- XXVI Ogólnopolskie Spotkania z Piosenką Kabaretową OSPA 2010 w Ostrołęce:
  - III Nagroda
- VIII Festiwal "Zostań Gwiazdą Kabaretu" - realizacja dla PTV Poznań (2010):
  - Nagroda Publiczności za zadanie aktorskie
- XXIV Ogólnopolskie Spotkania z Piosenką Kabaretową OSPA 2008 w Ostrołęce:
  - I Nagroda
  - Nagroda Dziennikarzy

## Programy kabaretowe
- Program MAŁŻE-ński (2009/2010)
- Wstrząśnięty, zmieszany (2008)